# П'єр Моруа (стадіон)
«П'єр Моруа» (фр. Stade Pierre-Mauroy) — футбольний стадіон у місті Вільнев-д'Аск, відкритий 17 серпня 2012. Вміщає 50 186 глядачів. На ньому свої домашні матчі проводить футбольний клуб «Лілль». Спочатку носив назву «Гран Стад Лілль Метрополь» (фр. Grand Stade Lille Métropole). Стадіон був перейменований в червні 2013 року в честь П'єра Моруа, мера Лілля в 1973–2001 роках і прем'єр-міністра Франції у 1981–1984 роках, який помер у 2013 році.

## Історія
У 2004 році було вирішено побудувати новий стадіон через підвищення репутації клубу в Європі. 2008 року обрали остаточний проєкт стадіону, який включав висувне поле і розсувний дах. Після довгих дискусій вибрали місце для будівництва — супутник Лілля містечко Вільнев-д'Аск.
У 2010 році почалося будівництво. Спочатку чиновники планували, що стадіон буде побудований у липні 2012 року, але пізніше відкриття було перенесено на серпень 2012 року.
У вересні 2015 року на стадіоні проходили матчі плей-офф чемпіонату Європи з баскетболу. В результаті нової конфігурації трибун для баскетбольного майданчика під час турніру місткість критого стадіону становила 27 000 осіб. Під час турніру було встановлено європейський рекорд відвідуваності баскетбольного матчу.
В рамках чемпіонату Європи з футболу 2016 року на стадіоні заплановано шість матчів у період з 12 червня по 1 липня, включаючи по одному матчу 1/8-ї та чвертьфіналу.

### Концерти
20 липня 2013 року під час Diamonds World Tour на стадіоні виступала Ріанна. 17 листопада 2013 року в рамках The Delta Machine Tour на стадіоні виступали Depeche Mode.

## Чемпіонат Європи з футболу 2016
На стадіоні відбудуться 6 матчів Євро-2016: чотири на груповому етапі, один на стадії 1/8 фіналу і один чвертьфінал.
| Дата           | Час (київський) | Господар  | Результат | Гість      | Раунд       | Глядачі |
| -------------- | --------------- | --------- | --------- | ---------- | ----------- | ------- |
| 12 червня 2016 | 22:00           | Німеччина | 2–0       | Україна    | Група C     | 43,035  |
| 15 червня 2016 | 16:00           | Росія     | 1–2       | Словаччина | Група B     | 38,989  |
| 19 червня 2016 | 22:00           | Швейцарія | 0–0       | Франція    | Група A     | 45,616  |
| 22 червня 2016 | 22:00           | Італія    | 0–1       | Ірландія   | Група E     | 44,268  |
| 26 червня 2016 | 19:00           | Німеччина | 3-0       | Словаччина | 1/8 фіналу  | 44,312  |
| 1 липня 2016   | 22:00           | Уельс     | 3-1       | Бельгія    | Чвертьфінал | 45 936  |

## Галерея

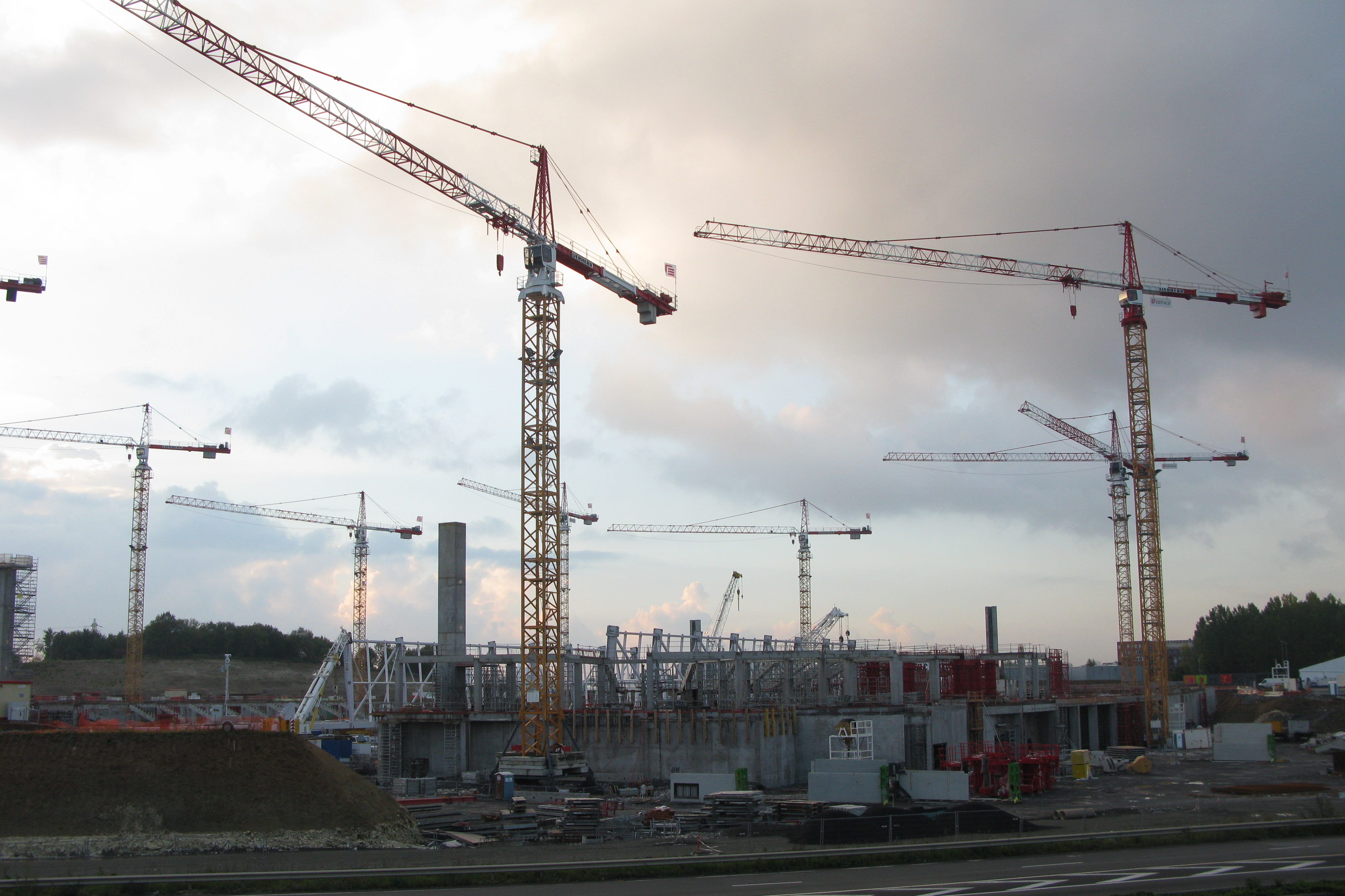
Стадіон під час будівництва
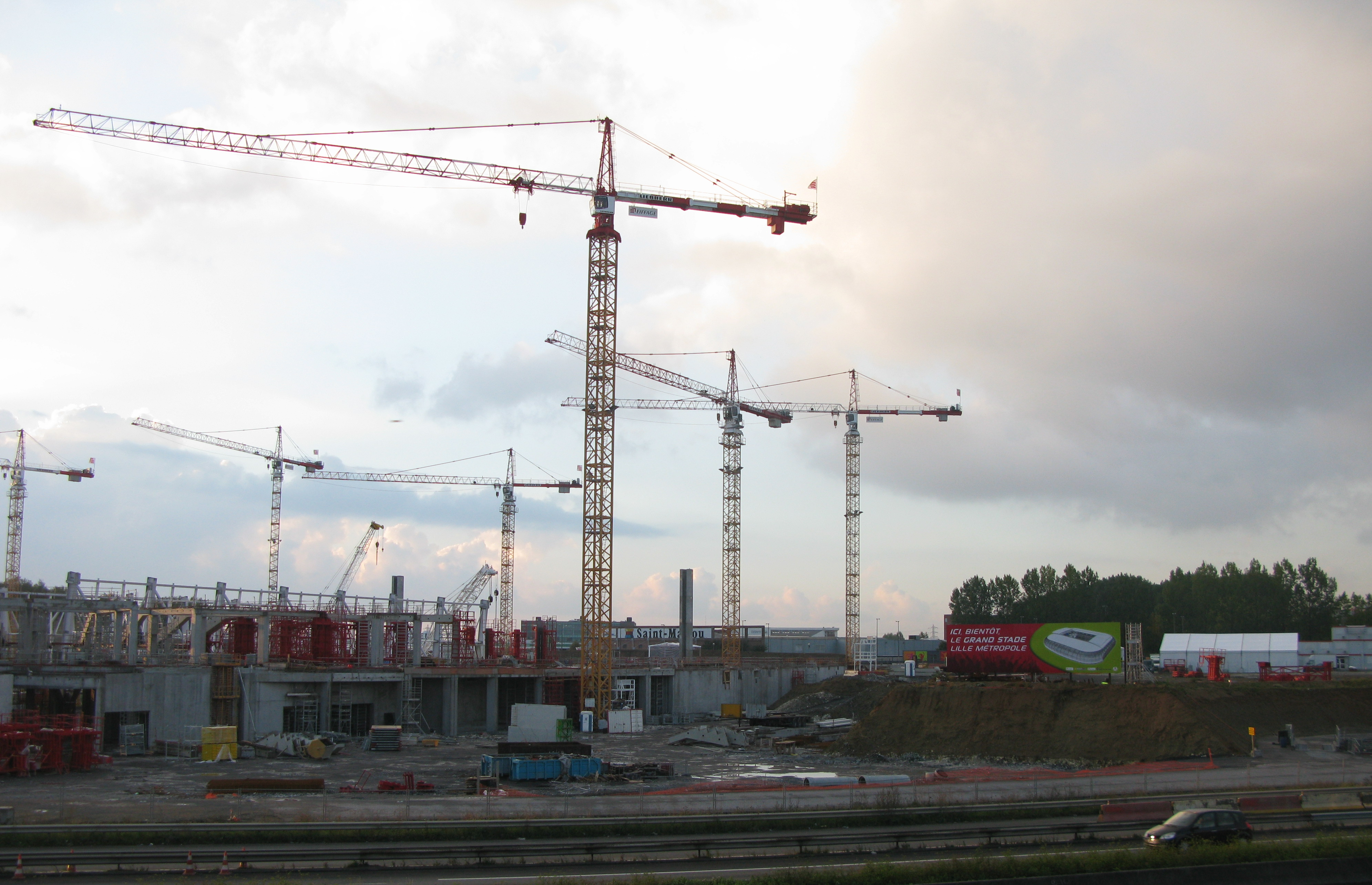
Стадіон під час будівництва
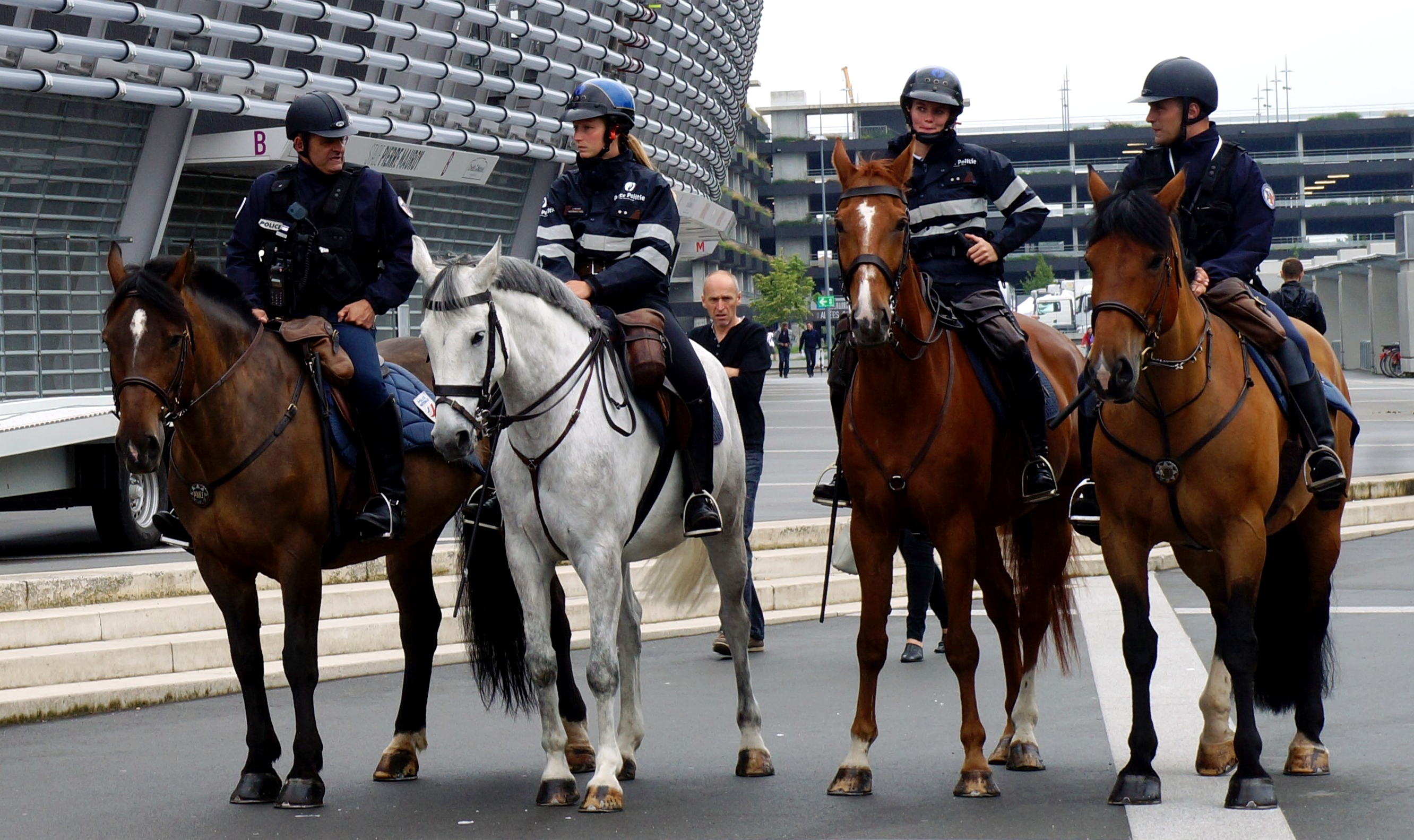
Кінна поліція на фініші 4-го етапу Тур де Франс
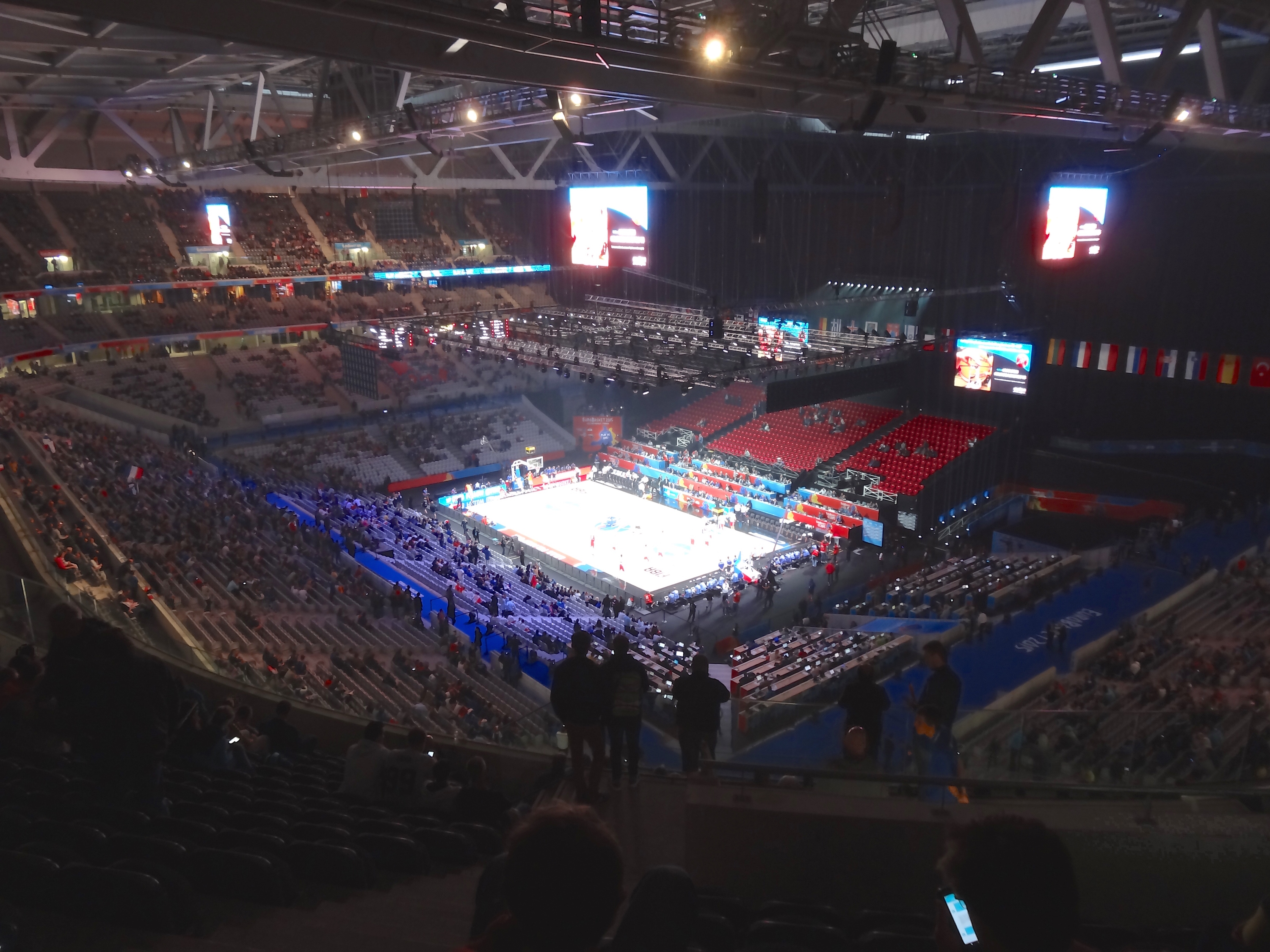
Стадіон під час Євробаскету-2015